# Eeke van Nes
Eeke van Nes, född den 17 april 1969 i Delft i Nederländerna, är en nederländsk roddare.
Hon tog OS-silver i dubbelsculler i samband med de olympiska roddtävlingarna 2000 i Sydney.